# The Millionaire (film, 1917)
Pour les articles homonymes, voir The Millionaire.
Pour plus de détails, voir Fiche technique et Distribution.
The Millionaire est un film muet américain réalisé par Arvid E. Gillstrom et sorti en 1917.

## Synopsis
Inconnu.

## Fiche technique
- Titre : The Millionaire
- Réalisation : Arvid E. Gillstrom
- Scénario :
- Photographie :
- Montage :
- Producteur : Louis Burstein
- Société de production : King Bee Studios
- Pays de production :  États-Unis
- Langue : intertitres en anglais
- Format : Noir et blanc — 35 mm — 1,33:1 — Son : Muet
- Genre : Comédie
- Durée :
- Date de sortie :
  - États-Unis : 1er août 1917

## Distribution
- Billy West : Billy
- Oliver Hardy : la belle-mère
- Ethel Marie Burton : Ethel
- Joe Cohen :
- Florence McLaughlin :
- Polly Bailey :
- Ethelyn Gibson :
- Leo White
- June Walker
- Bud Ross :